# Correcte naam
In de botanische nomenclatuur is de correcte naam (correct name) de enige juiste wetenschappelijke naam van een taxon, in een gegeven taxonomische plaatsing. 
Een andere taxonomische plaatsing zal bijna altijd leiden tot een andere correcte naam. De oudst gepubliceerde naam van de snelst groeiende boom ter wereld is Adenanthera falcataria L. Vandaag de dag is de situatie: 
- Bij plaatsing in het genus Albizia is de correcte naam Albizia falcataria (L.) Fosberg.
- Bij plaatsing in Paraserianthes sect. Falcataria is de correcte naam Paraserianthes falcataria (L.) I.C.Nielsen.
- Als deze sectie in rang bevorderd wordt tot het genus Falcataria dan is de correcte naam van deze boom Falcataria moluccana (Miq.) Barneby & J.W.Grimes (uiteraard zou Falcataria falcataria een tautoniem zijn).

Elk van deze drie namen kan correct zijn, maar elke naam in slechts die éne taxonomische plaatsing: deze boom heeft een verschillende correcte naam voor verschillende mensen.
In principe is de correcte naam hetzij de oudste naam die voor dat taxon gepubliceerd is, of een combinatie gebaseerd op die oudste naam. Er zijn echter tal van uitzonderingen. Namen anders dan de correcte naam (maar die wel betrekking hebben op hetzelfde taxon) heten synoniemen. 
De correcte naam heeft slechts één correcte spelling, in principe de originele spelling, maar er zijn uitzonderingen. Andere spellingen heten orthografische varianten ("orthographical variants").
Boven de rang van familie zijn er niet of nauwelijks dwingende regels voor de keuze van een correcte naam: zie beschrijvende plantennaam.
Het zoölogische equivalent is "geldige naam" (valid name).